# Liste von Fernstraßen in Katar
Diese Liste von Fernstraßen in Katar zeigt die überregionalen Straßen im Emirat Katar an der Ostküste der arabischen Halbinsel auf, die als Fernstraßen gelten. Sie haben keine Bezeichnung, sondern Nummern. Die Liste erhebt noch keinen Anspruch auf Vollständigkeit.

## Fernstraßen
| Kurz | Name | Verlauf                                     | Länge  |
| ---- | ---- | ------------------------------------------- | ------ |
|      | 1    | Doha – Ar Ruwais                            | 110 km |
|      | 3    | Doha – Dukhan                               | 74 km  |
|      | 5    | Doha – As Salwa – Grenze nach Saudi-Arabien | 98 km  |
|      | 39   | Dukhan – Umm Bab – 5                        | 60 km  |
|      | 141  | Al Khawr – 1                                | 17 km  |